# کوک-جار (شهرستان نوکت)
کوک-جار (به قرقیزی: Көк-Жар، كۅك جار) یک منطقهٔ مسکونی در قرقیزستان است که در شهرستان نوکت واقع شده‌است. کوک-جار ۲٬۷۸۶ نفر جمعیت دارد و ۱٬۲۵۰ متر بالاتر از سطح دریا واقع شده‌است.